# ボル (北欧神話)
ボルまたはブル（古ノルド語: Borr または Burr。英語化された形では Bor または Bur）は、北欧神話に登場する男神である。

## 解説
ボルは、最初の神ブーリの息子であり、北欧神話の主神オーディンの父親であった。
ボルは、スノッリ・ストゥルルソンの『散文のエッダ』第一部『ギュルヴィたぶらかし』第6章において言及される。それによると、ボルは、ヨトゥンのボルソルンの娘であるベストラという名の女性を娶り、三人の息子を得た。息子は一人目はオーディン、二人目はヴィリ、三人目はヴェーという名前であった。
しかしボルは『散文のエッダ』では以後2度と触れられない。スカルド詩や『詩のエッダ』においては、オーディンは時々「ボル（ブル）の息子」と呼ばれる。しかしボルに関する詳しい事は何も知られていない。他の文献にも名前が見られない。神話における彼の役割も不明である。そして、彼が古代北欧において信仰された形跡もない。